# ドージャ・キャット
アマラ・ラトナ・ザンディル・ドラミニ（Amala Ratna Zandile Dlamini、1995年10月21日 - ）は、ドージャ・キャット（Doja Cat）の名前で知られるアメリカ合衆国のシンガーソングライター、ラッパー。身長160cm。母は、ユダヤ系アメリカ人の画家で、父のドゥミサニ・ドラミニは、ズールー人をルーツに持つ南アフリカ共和国の俳優。

## 来歴
ロサンゼルスで生まれ育った彼女は、10代の頃から、SoundCloudで音楽の制作とリリースを始め、17歳の時にメジャーレーベルと契約し、2014年にデビューEP『Purrr!』、2018年にデビューアルバム『Amala』をリリース。自主制作したミュージックビデオ「Mooo!」がインターネットミームとして、バイラルな成功をおさめた。
2019年には、2ndアルバム『Hot Pink』をリリースし、収録曲「Say So」が、TikTokで人気を博し、バイラルヒットを記録、2020年5月には、ニッキー・ミナージュをフィーチャーした「Say So (Remix)」がリリースされ、Billboard Hot 100にて、ナンバーワンを記録した。
2020年には、映画『ハーレイ・クインの華麗なる覚醒 BIRDS OF PREY』のサントラに参加し、「Boss Bitch」をリリース。2021年には、3rdアルバム『Planet Her』をリリースし、Billboard Global 200にて、最高2位を獲得。また、本アルバムより「Kiss Me More (feat. SZA)」「Need to Know」「Woman」などが、Billboard Hot 100にて、トップ10入りを果たした。
第64回グラミー賞では、「年間最優秀レコード」「年間最優秀楽曲」「年間最優秀アルバム」の主要3部門に加え、計8部門にノミネートされ、「Kiss Me More」が、「最優秀ポップ・パフォーマンス（グループ）」を受賞した。 

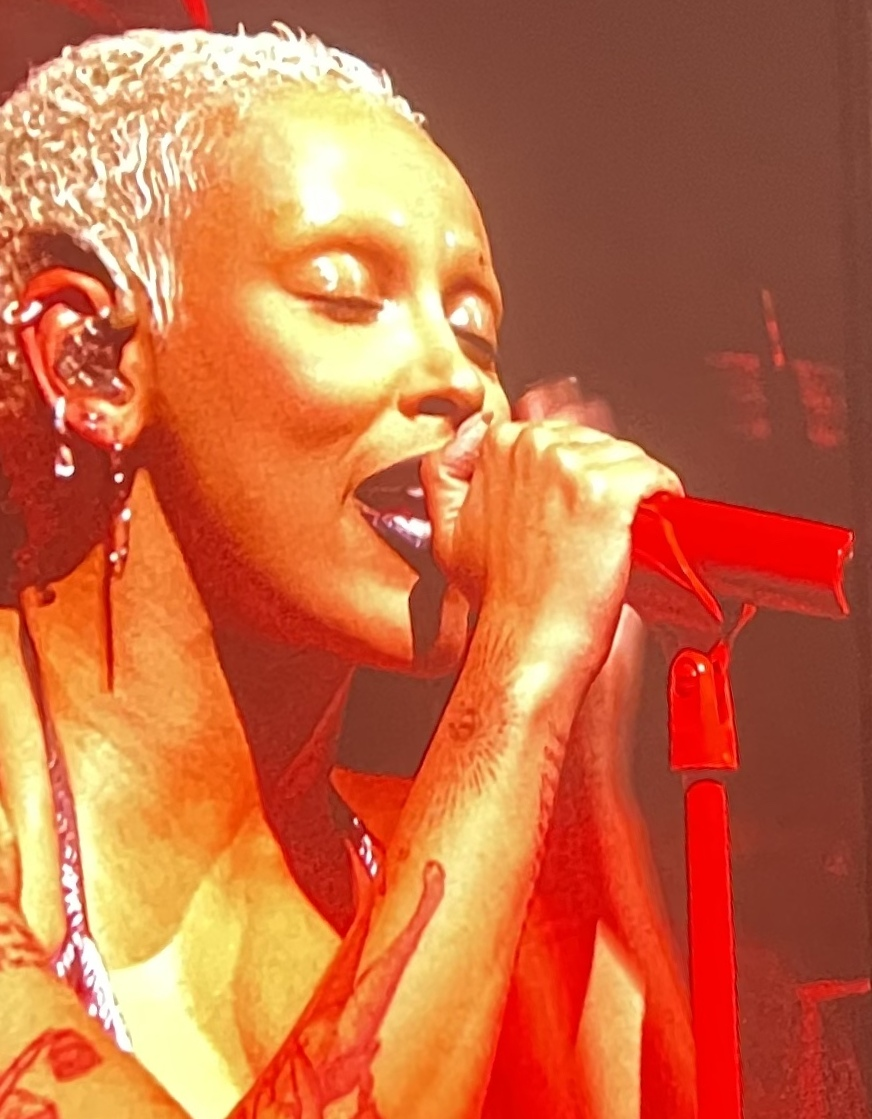
スカーレット・ツアーでのドージャ・キャット（オースティン公演、2023年）

2022年には、オースティン・バトラー、トム・ハンクスが主演を務めたエルヴィス・プレスリーの伝記映画『エルヴィス』のサントラに参加し、劇中歌「Vegas」をリリース。 

## 人物

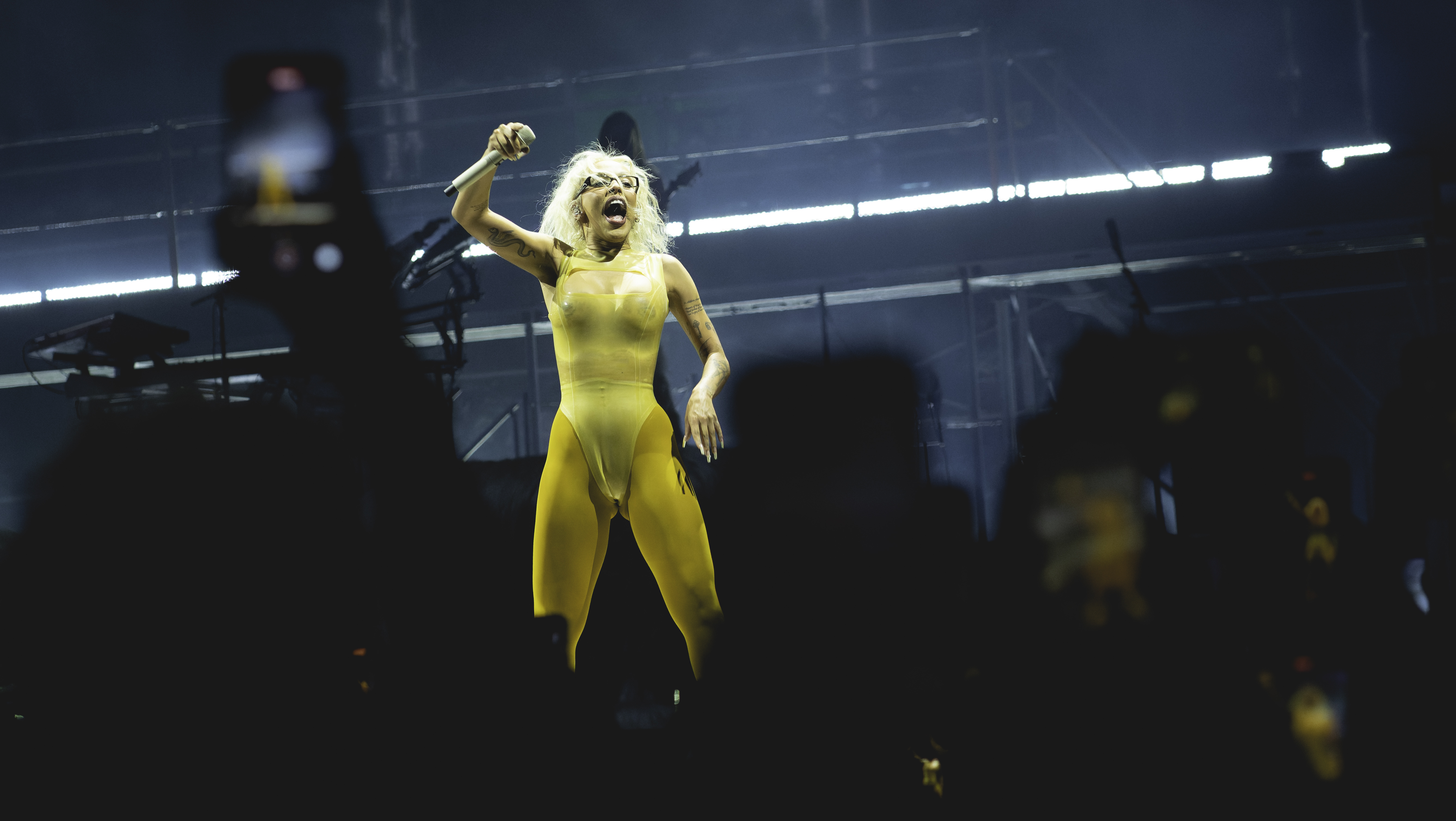
スカーレット・ツアーでのドージャ・キャット（2024年）

ウォール・ストリート・ジャーナルは、「強いメロディックな感覚と大胆な視覚的存在感を備えた熟練したテクニカルラッパー」と評している。 また、TikTokなどのソーシャルメディア・アプリケーションでの人気要素を取り入れた楽曲やミュージックビデオを制作することで知られている。インターネットにも精通しており、彼女のふざけたユーモラスな性格で、ソーシャル・メディアプラットフォームでも人気を博している。

## 音楽性
ドージャ・キャットの音楽は、ヒップホップ、ポップ、 R&B、ポップラップと称される。ニッキー・ミナージュを彼女の最大の影響力として挙げており、ビルボードのインタビューで「ニッキー・ミナージュが世界に出したすべてのものに恋をしている」と述べた。 3rdアルバム『Planet Her』収録の「Get Into It (Yuh)」では、ニッキーに敬意を表して、彼女のデビューシングル「Massive Attack」から、歌詞とラップを引用している。

## ディスコグラフィ

### アルバム
|                                              | 発売日        | タイトル   | 詳細                                                             | チャート最高位 | チャート最高位 | 認定                                                         |
| US                                           | 発売日        | タイトル   | 詳細                                                             | UK             |                | 認定                                                         |
| -------------------------------------------- | ------------- | ---------- | ---------------------------------------------------------------- | -------------- | -------------- | ------------------------------------------------------------ |
| 1st                                          | 2018年3月30日 | Amala      | - レーベル: Kemosabe, RCA - フォーマット: 音楽配信               | 138            | —              |                                                              |
| 2nd                                          | 2019年11月7日 | Hot Pink   | - レーベル: Kemosabe, RCA - フォーマット: CD、レコード、音楽配信 | 9              | 38             | - US: ゴールド - AUS: ゴールド - UK: ゴールド - NZ: プラチナ |
| 3rd                                          | 2021年6月25日 | Planet Her | - レーベル: Kemosabe, RCA - フォーマット: CD、音楽配信           | 2              | 3              | - UK: ゴールド - NZ: プラチナ                                |
| 4th                                          | 2023年9月22日 | Scarlet    | - レーベル: Kemosabe, RCA - フォーマット: CD、音楽配信           | 4              | 5              |                                                              |
| "—" は未発売、またはチャート圏外を意味する。 |               |            |                                                                  |                |                |                                                              |

### EP
|                                              | 発売日       | タイトル | 詳細                                     | チャート最高位 | チャート最高位 |
| US                                           | 発売日       | タイトル | 詳細                                     | UK             |                |
| -------------------------------------------- | ------------ | -------- | ---------------------------------------- | -------------- | -------------- |
| 1st                                          | 2014年8月5日 | Purrr!   | - レーベル: MAU - フォーマット: 音楽配信 | —              | —              |
| "—" は未発売、またはチャート圏外を意味する。 |              |          |                                          |                |                |